# Bostongpalpje
Het Bostongpalpje (Centromerus brevivulvatus) is een spinnensoort in de taxonomische indeling van de hangmatspinnen (Linyphiidae).
Het dier behoort tot het geslacht Centromerus. De wetenschappelijke naam van de soort werd voor het eerst geldig gepubliceerd in 1912 door Maria Dahl.